# Dr. Yaro & La Folie
Ne doit pas être confondu avec Yaro (rappeur).
Dr. Yaro & La Folie, est un groupe de musique de rap français constitué de deux cousins. Le duo est constitué de Dr. Yaro et de La Folie.

## Biographie
Ils sont d'origine comorienne.

### Débuts
Dr. Yaro commence avec le pseudonyme Yaro avant de rajouter « Docteur » avant. 
À leurs débuts en 2018, ils sont repérés par des gros artistes francophones comme Gims, Naza, Gradur et KeBlack,.

### Carrière
En 2024, ils collaborent avec des chanteurs comme Soprano ou Zaho à l'occasion de la sorti de leur troisième album.
En 2024, Dr. Yaro se lance en solo et sort Caramelo comme premier single. Son deuxième single Minimum ça devient un hit en atteignant rapidement le classement top singles. 4 mois après sa sortie, le titre est certifié single de diamant.

## Discographie

### De Dr. Yaro & La Folie

#### Singles
- 2018: Impoli, pt. 1 (feat. Naza)
- 2018: Impoli, pt. 2
- 2018: Impoli, pt. 3
- 2018: Impoli, pt. 4
- 2018: Impoli, pt. 5
- 2018: C'est la vie
- 2018: La vie qu'on mène
- 2018: M'en aller
- 2018: J'suis pas foncedé
- 2018: 06.90
- 2019: J'ai signé chez Meugui
- 2019: Ça va bien se passer (feat. Naza et KeBlack)
- 2019: Fuego
- 2020: Je deviens fou (freestyle)
- 2020: Papa fait du sale (feat. Hornet La Frappe)
- 2020: La guitare feat. Chily
- 2021: CDVV (feat. Naza)
- 2022: Compliqué
- 2023: Garçons
- 2023: On S'en Fout
- 2023: Penalty (Tableau n°1)
- 2023: Bloqué (Tableau n°2)
- 2023: Chacun (Tableau n°3)
- 2024: Bizari
- 2024: Banini
- 2024: MVP feat. Waïv
- 2024: Ma beauté feat. Yanslo
- 2024: Ya Habibi

#### Apparitions
- 2019: Comme un bébé - Naza feat. Dr. Yaro & La Folie

- 2021: MIYET - AMINE feat. Dr. Yaro & La Folie
- 2022: Jober - Dj Youcef feat. Dr. Yaro & La Folie
- 2022: Raccourcis - Graya feat. Dr. Yaro & La Folie
- 2023: La Popo - LIMO feat. Dr. Yaro & La Folie

### De Dr. Yaro

#### Singles
- 2024: Caramelo
- 2024: Minimum ça Diamant[7]
- 2025: Simba
- 2025: Que pasa ?

#### Collaborations
- 2025: Faut laisser de DJ Leska feat. Vegedream, Lossa et Dr. Yaro

### De La Folie

#### Singles
- 2024: Billie Jean
- 2025: Sauce magie

## Distinction

### Pour Dr. Yaro
| Année | Récompenses | Catégories                      | Résultat   | Réf.  |
| ----- | ----------- | ------------------------------- | ---------- | ----- |
| 2025  | BET Awards  | Best New International Act (en) | Nomination | [ 8 ] |